# Claudia Konrad
Claudia Konrad (* 11. Juni 1965 in Göttingen) ist eine deutsche Schriftstellerin.

## Leben
Claudia Konrad ist Tochter eines Hotelkaufmanns und einer Kellnerin. Sie hat drei ältere Halbgeschwister väterlicherseits. Seit 1998 lebt sie in Pforzheim im Nordschwarzwald.
Über das Schreiben von Motorradreisebüchern und Kurzgeschichten kam sie 2008 auf die Figur des pensionierten Hauptkommissars Wellendorf-Renz und schreibt seither Kriminalromane.
Claudia Konrad hat die Hochschulreife erlangt und mehrere Ausbildungen absolviert. 2007 begann sie neben ihrer Haupttätigkeit als Verwaltungsangestellte mit dem Schreiben. 2017 erschien ihr Debüt Kriminalroman im pinguletta Verlag Keltern, der seither ihre Bücher veröffentlicht.

## Veröffentlichungen
im Eigenverlag
- Meine Motorradreise über das griechische Festland und den nördlichen Teil von Euböa. Engelsdorfer Verlag, Leipzig 2008, ISBN 978-3-86901-007-6, S. 91.
- Meine Motorradreise nach Korfu & Lefkas - mit Führerschein- und Anfängertücken. Engelsdorfer Verlag, Leipzig 2009, ISBN 978-3-86901-412-8, S. 112.
- Krimizeit Pforzheim, Kurzkrimi Anthologie, Engelsdorfer Verlag, Leipzig 2010
- Gespickte Alltagsfetzen, bissige Kurzgeschichten, Book on Demand, 2015
- Fiese Deals, Kurzkrimis mit HKH Wellendorf-Renz (Welle), Books on Demand, 2017

Kriminalromane im pinguletta Verlag
- Tod in Alepochori, 2017
- Welle ermittelt, Reihe Band 1: Grenzenlose Intrigen – Tod in Alepochori, Auflage 2, 2019
- Welle ermittelt, Reihe Band 2: Schwarze Villa, 2019